# Елена Шубич
Елена Шубич (XIV век — 1378) — дворянка, принадлежала к Брибирской ветви дворянской семьи Шубичей, управляла Боснийским банатом в качестве регента с 1354 до 1357 года.
Елена была дочерью хорватского дворянина Георга II Шубича из Брибира, графа Клиса. Она вышла замуж за Владислава, брата бана Стефана II, в Клисской крепости в конце 1337 или в начале 1338 года. Лампридио Виттури, епископ Трогирский, скрепил узы брака; позже враждебные ему власти Трогира жаловались Папе Римскому, что брак был неканоническим из-за кровного родства пары. У Елены и Владислава было два сына, Твртко и Вук.
Твртко было около 15 лет, когда он стал баном Боснии после смерти деверя Елены осенью 1353 года. Елена и Владислав, по неизвестным причинам исключённые из правопреемства, приняли правительство во имя молодого бана. Овдовев через год, Елена продолжала принимать решения только от имени Твртко.
В сопровождении своего младшего сына Елена немедленно отправилась ко двору их повелителя, короля Венгрии Людовика I, чтобы получить согласие на вступление на престол Твртко. Людовик поручил ей передать сообщение своей невестке Елене Неманич, вдове её брата Младена III, который пытался удержать крепость Клисс. По возвращении в Боснию Елена председательствовала на собрании (станаке) в Миле и подтвердила владения и привилегии дворян «всей Боснии, Доньи-Краи, Загорья и Хумской земли». В мае 1355 года она решила принять активное участие в споре о наследстве семьи Шубич, который продолжался после смерти её брата Младена в 1348 году. Елена пошла с Твртко и их армией в Дувно. Было заключено соглашение, по которому сын Елены должен был унаследовать все города, принадлежавшие её отцу, и город, принадлежавший её сестре Катарине.
Регентство Елены закончилось в 1357 году. Ей и ее сыновьям было предоставлено гражданство Венецианской республикой в 1364 году. Два года спустя она сопровождала Твртко в венгерском королевском суде после его краткого смещения в пользу Вука; Твртко восстановил свои права в течение года. Осенью 1374 года Елена организовала и посетила свадьбу своего сына и Доротеи Болгарской.